# Helen Zwanenburg
Helen Maria Zwanenburg (Velsen, 5 dicembre 1957) è un'ex cestista olandese.

## Carriera
Con i Paesi Bassi ha disputato i Campionati mondiali del 1979 e tre edizioni dei Campionati europei (1980, 1981, 1985).